# Bom Jesus da Lapa
Bom Jesus da Lapa és una ciutat brasilera de l'estat de Bahia. És localitzat a la riba dreta del riu São Francisco, a 796 quilòmetres de la capital estatal, Salvador. Seva població és estimat en 69.662 habitants, segon el cens 2020 del IBGE. El municipi possueix una àrea de 4.115,524 km².
La àrea del municipi va començar a poblar-se a finals del segle xvii, quan el pare Francisco de Mendonça, amb la imatge de Bom Jesus, va descobrir una cova a la vora del riu São Francisco, on es va instal·lar allà, transformant-la en un santuari, atraient devots i gent de diverses regions del Brasil colonial, formant un poblat amb el nóm de Bom Jesus da Lapa. El municipi fou fundat en 1891, tenint la seva emancipació de Paratinga.